# Шама білогуза
Ша́ма білогуза (Copsychus malabaricus) — вид горобцеподібних птахів родини мухоловкових (Muscicapidae). Мешкає в Південній і Південно-Східній Азії.

## Опис

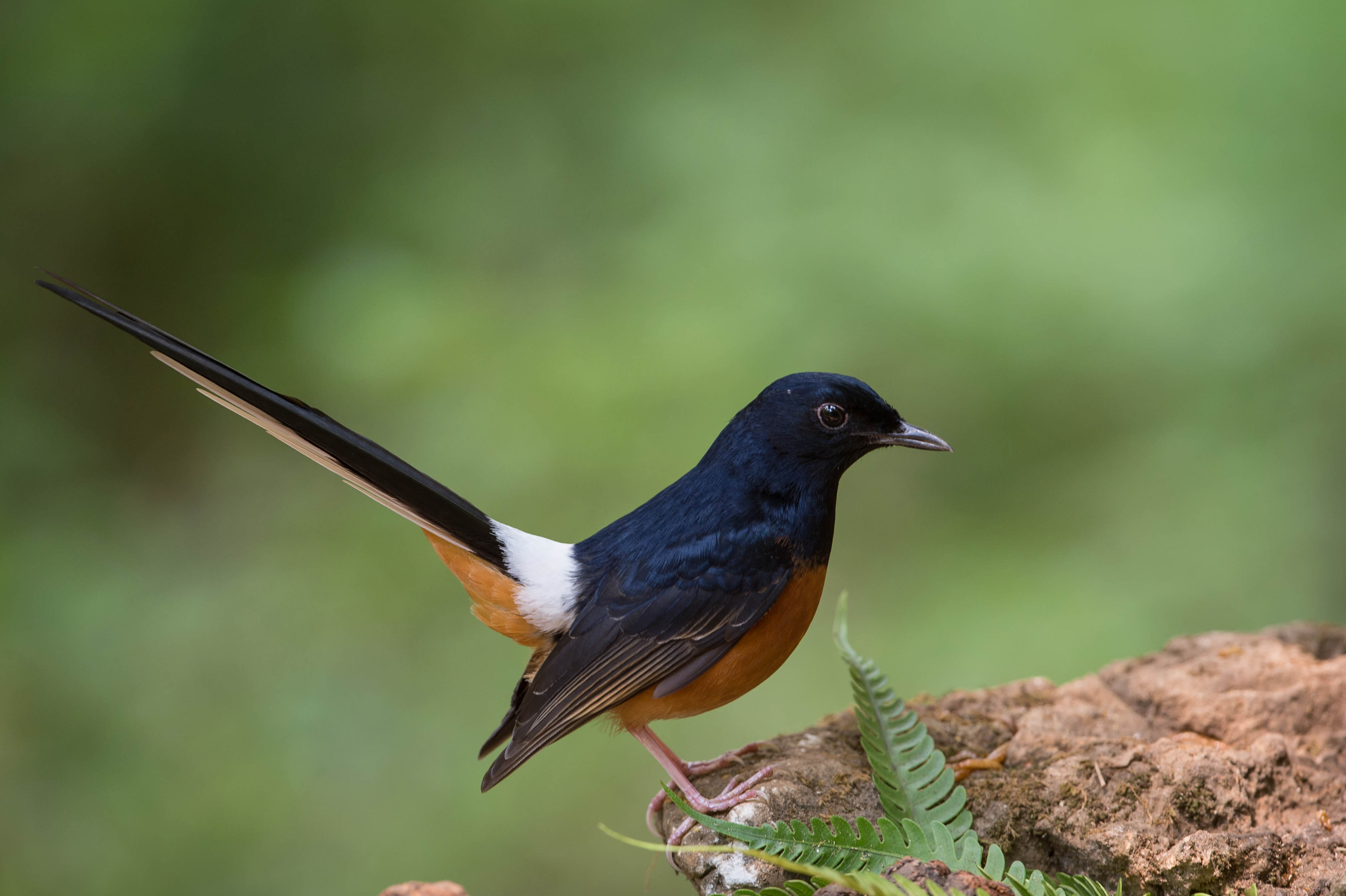
Самець білогузої шами (гора Анг Кханг, Чіангмай, (Таїланд)

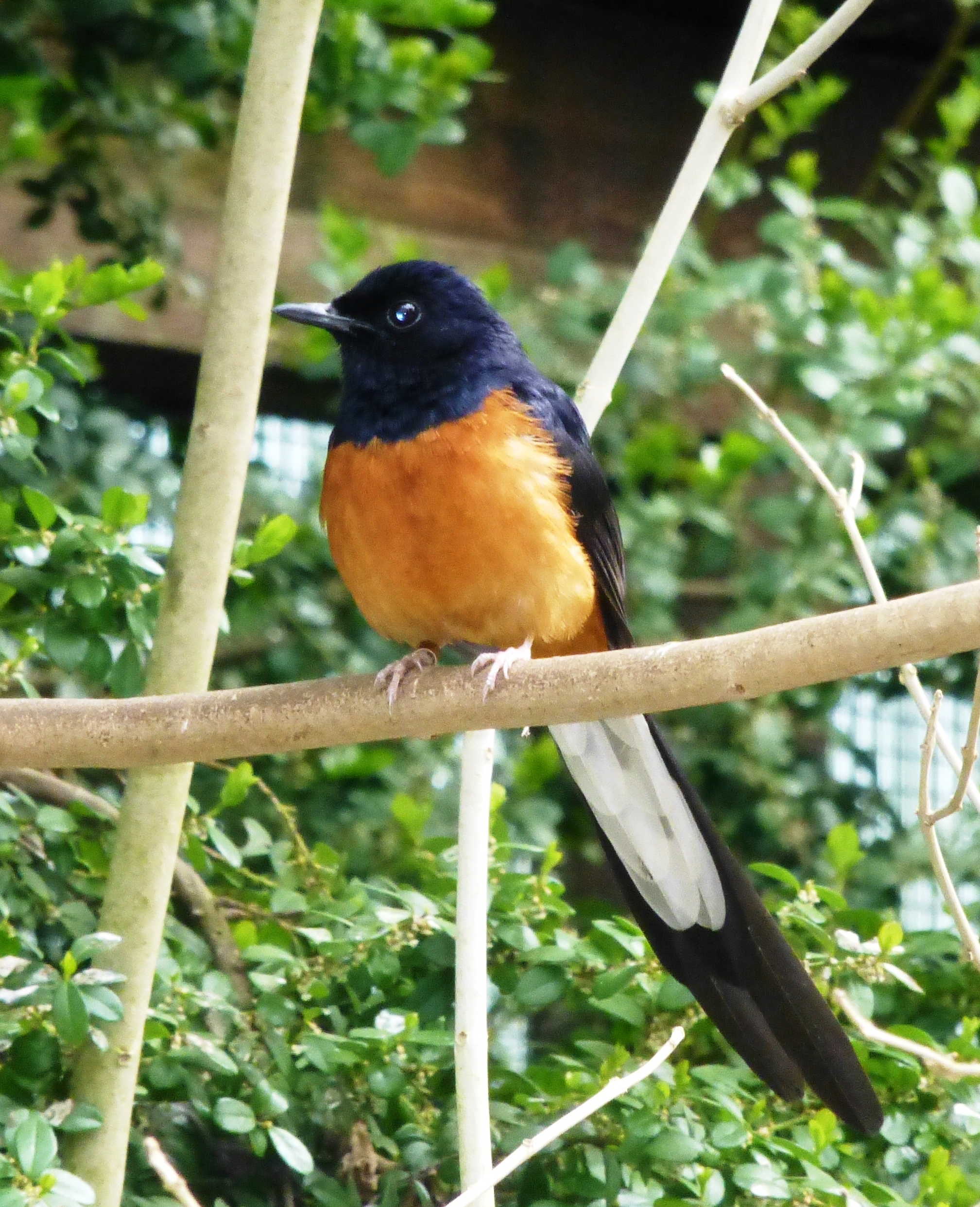
Самець білогузої шами (Джерсійський зоопарк)

Довжина птаха становить 21-28 см, враховуючи хвіст довжиною 7 см, вага 22-42 г. У самців голова, спина, крила, хвіст, горло і верхня частина грудей чорні з синім відблиском, решта нижньої частини тіла рудувато-каштанова, на надхвісті біла пляма, крайні стернові пера білі. У самиць верхня частина тіла сірувато-коричнева, нижня частина тіла у них світліша. Дзьоб чорний, лапи рожеві. Забарвлення молодих птахів є подібне до забарвлення самиць, груди у них плямисті. Спів мелодійний, різноманітний, через нього птахів часто утримують в неволі

## Підвиди
Виділяють дев'ять підвидів:
- C. m. malabaricus (Scopoli, 1786) — захід і південь Індії;
- C. m. leggei (Whistler, 1941) — острів Шрі-Ланка;
- C. m. macrourus (Gmelin, JF, 1789) — від Непала і Північної Індії до Південного Китая і Індокитая, острови Хайнань і Коншон;
- C. m. ngae Wu, MY & Rheindt, 2022 — острови на захід від Малайського півострова (від Ям-Яї до Лангкаві);
- C. m. tricolor (Vieillot, 1818) — Малайський півострів, Суматра і сусідні острови на сході, Ява;
- C. m. melanurus (Salvadori, 1887) — острови на захід від Суматри;
- C. m. mirabilis Hoogerwerf, 1962 — острів Панаїтан;
- C. m. nigricauda (Vorderman, 1893) — острови Канґеан[en];
- C. m. suavis Sclater, PL, 1861 — Калімантан (за винятком півночі).

Андаманські і білоголові шами раніше вважалися підвидами білогузої шами, однак були визнані окремими видами.

## Поширення і екологія
Білогузі шами мешкають в Індії, Непалі, Бутані, Бангладеш, Китаї, М'янмі, Таїланді, В'єтнамі, Лаосі, Камбоджі, Малайзії, Індонезії, Брунеї і на Шрі-Ланці. Вони були інтродуковані на Гаваях — на Кауаї у 1931 році і на Оаху у 1940 році, а також на Тайвані. Білогузі шами живуть у вологих рівнинних і заболочених тропічних лісах, у вторинних, мангрових і бамбукових заростях, на галявинах. Віддають перевагу густому підліску і заростям в ярах. Зустрічаються на висоті до 600 м над рівнем моря, в Таїланді місцями на висоті до 1500 м над рівнем моря.
Білогузі шами живляться комахами та іншими безхребетними, яких шукають на землі та в нижніх ярусах лісу, а також ягодами. Вони ведуть прихований спосіб життя, є дуже територіальними птахами. Самці захищають територію площею приблизно 0,09 га. Під час негніздового періоду самиці і самці захищають різні території. В Південній Азії гніздування у білогузих шам відбувається з січня по вересень, з піком у квітні-червні. Птахи гніздяться в дуплах дерев, гнізда будуються самицями з корінців, листя, папороті і стебел. В кладці від 4 до 5 білих або блакитнуватих, поцяткованих коричневими плямками яєць розміром 18×23 мм. Інкубаційний період триває 12-15 днів, насиджують лише самиці. За пташенятами доглядають і самиці, і самці. Пташенята покидають гніздо через 12-13 днів після вилуплення.